# Міжконтинентальний кубок з футболу

Тренер «Мілана» Арріго Саккі та капітан команди Франко Барезі з Міжконтинентальним кубком 1989 року.

Міжконтинентальний кубок — міжнародне футбольне змагання, що проводилося протягом 1960—2004 років спільно УЄФА та КОНМЕБОЛ. Участь у змаганні брали найсильніші клуби Європи та Південної Америки — переможці відповідно Кубку чемпіонів/Ліги чемпіонів УЄФА та Кубку Лібертадорес. Довгий час був також відомий під своєю комерційною назвою: «Кубок Тойоти».
Останній розіграш змагання відбувся 2004 року, останнім володарем трофею став португальський «Порту». З 2005 року змагання було замінене Клубним чемпіонатом світу, який проводиться під егідою ФІФА і у якому також беруть участь представники азійської, африканської, північноамериканської та океанської футбольних конфедерацій. 2017 року усіх переможців турніру було офіційно визнано ФІФА клубними чемпіонами світу.

## Історія
Середина XX століття була періодом беззаперечного домінування у світовому футболі Європейського та Південно-Американського континентів, свідченням чого було постійне протистояння національних збірних країн саме з цих континентів у рамках чемпіонатів світу з футболу. Тому для визначення найсильнішого футбольного клубу планети фактично було достатньо виявити сильнішого серед діючих клубних чемпіонів цих континентів. Така можливість з'явилася 1960 року із започаткуванням Кубку Лібертадорес — турніру між переможцями національних чемпіонатів країн Південної Америки. В Європі аналогічний турнір, Кубок чемпіонів УЄФА, на той час вже існував, тому того ж 1960 року відбувся перший розіграш Міжконтинентального кубку. У цьому розіграші європейський чемпіон «Реал» (Мадрид) здолав південноамериканського чемпіона уругвайський «Пеньяроль».
Традиційно європейські клуби мали значно більші фінансові можливості та на момент започаткування турніру вже досить часто залучали до своїх складів найталановитіших південноамериканських гравців, надалі потік гравців з Південної Америки до Європи лише розширився. Тому розіграшу Міжконтинентального кубку надавалося велике значення насамперед у Південній Америці — гравці намагалися зацікавити потенційних роботодавців, а вболівальники прагнули отримати черговий доказ того, що футбольний талант гравців з їх континенту ладний здолати на футбольному полі велетенські бюджети європейських клубів.
З іншого боку, у Європі інтерес до турніру був значно меншим, протягом 1970-х європейські чемпіони неодноразово відмовлялися від участі у ньому і на міжконтинентальній арені Європу представляли віцечемпіони, а двічі, у 1975 та 1978 Міжконтинентальний кубок взагалі не розігрувався. Основною причиною низької зацікавленості європейців була відсутність фінансової зацікавленості. Ситуація змінилися 1980 року з приходом японського автовиробника «Тойота» як титульного спонсора змагання. Розіграш кубку набув ознак комерційного турніру і відтоді не було жодного випадку відмови від участі у ньому з боку європейських чемпіонів.
Останній розіграш Міжконтинентального кубка відбувся 2004 року, турнір поступився місцем новоствореному Клубному чемпіонату світу, участь у якому беруть найсильніші клуби всіх континентів. Така зміна відповідає стратегії ФІФА щодо розширення футбольної географії, щоправда, на практиці титул найсильнішого клубу світу продовжують розігрувати між собою представники Європи та Південної Америки.

## Формат змагання
З моменту започаткування змагання у 1960 році та до 1979 року володар Міжконтинентального кубку визначався за результатами двох матчів, кожна з команд-учасниць змагання проводила одну гру вдома та одну на полі суперника. При цьому до 1968 року при визначенні переможця за сумою двох ігор застосовувалася прийнята у Південній Америці практика — до уваги бралися лише набрані очки. Якщо ж обидві команди здобули по перемозі, або обидві гри завершилися нічиєю, призначався вирішальний, третій матч. 1969 року відбувся перехід на прийняту у Європі систему, при якій за рівності очок переможець визначався різницею забитих та пропущених м'ячів, а також правилом забитого на чужому полі голу.
З 1980 року титульним спонсором змагання став японський автовиробник «Тойота», а його формат було змінено. Відтоді розіграш Міжконтинентального кубка складався з однієї гри, яка проходила на нейтральному для обох учасників полі у Японії.

## Розіграші Міжконтинентального кубка

### Одноматчеві розіграші
Дивись також: Список клубних чемпіонів світу з футболу
| Рік  | Переможець | Рахунок  | Переможений                      | Стадіон                       |
| ---- | --- | -------- | -------------------------------- | ----------------------------- |
| 2004 | «Порту» (Португалія)                                                                                           | 0–0 д.ч. | «Онсе Кальдас» (Колумбія)        | Міжнародний стадіон, Йокогама |
| 2004 | 8–7 по пенальті                                                                                                |          |                                  | Міжнародний стадіон, Йокогама |
| 2003 | «Бока Хуніорс» (Аргентина)                                                                                     | 1–1 д.ч. | «Мілан» (Італія)                 | Міжнародний стадіон, Йокогама |
| 2003 | 3–1 по пенальті                                                                                                |          |                                  | Міжнародний стадіон, Йокогама |
| 2002 | «Реал» (Мадрид) (Іспанія)                                                                                      | 2–0      | «Олімпія» (Асунсьйон) (Парагвай) | Міжнародний стадіон, Йокогама |
| 2001 | «Баварія» (Німеччина)                                                                                          | 1–0 д.ч. | «Бока Хуніорс» (Аргентина)       | Національний стадіон, Токіо   |
| 2000 | «Бока Хуніорс» (Аргентина)                                                                                     | 2–1      | «Реал» (Мадрид) (Іспанія)        | Національний стадіон, Токіо   |
| 1999 | «Манчестер Юнайтед» (Англія)                                                                                   | 1–0      | «Палмейрас» (Бразилія)           | Національний стадіон, Токіо   |
| 1998 | «Реал» (Мадрид) (Іспанія)                                                                                      | 2–1      | «Васко да Гама» (Бразилія)       | Національний стадіон, Токіо   |
| 1997 | «Боруссія» (Дортмунд) (Німеччина)                                                                              | 2–0      | «Крузейру» (Бразилія)            | Національний стадіон, Токіо   |
| 1996 | «Ювентус» (Італія)                                                                                             | 1–0      | «Рівер Плейт» (Аргентина)        | Національний стадіон, Токіо   |
| 1995 | «Аякс» (Нідерланди)                                                                                            | 0–0 д.ч. | «Греміо» (Бразилія)              | Національний стадіон, Токіо   |
| 1995 | 4–3 по пенальті                                                                                                |          |                                  | Національний стадіон, Токіо   |
| 1994 | «Велес Сарсфілд» (Аргентина)                                                                                   | 2–0      | «Мілан» (Італія)                 | Національний стадіон, Токіо   |
| 1993 | «Сан-Паулу» (Бразилія)                                                                                         | 3–2      | «Мілан» (Італія)                 | Національний стадіон, Токіо   |
| 1993 | Чемпіон Європи «Олімпік» (Марсель) (Франція) дискваліфікований через скандал щодо договірних матчів та хабарів |          |                                  | Національний стадіон, Токіо   |
| 1992 | «Сан-Паулу» (Бразилія)                                                                                         | 2–1      | «Барселона» (Іспанія)            | Національний стадіон, Токіо   |
| 1991 | «Црвена Звезда» (Югославія)                                                                                    | 3–0      | «Коло-Коло» (Чилі)               | Національний стадіон, Токіо   |
| 1990 | «Мілан» (Італія)                                                                                               | 3–0      | «Олімпія» (Асунсьйон) (Парагвай) | Національний стадіон, Токіо   |
| 1989 | «Мілан» (Італія)                                                                                               | 1–0 д.ч. | «Атлетіко Насьональ» (Колумбія)  | Національний стадіон, Токіо   |
| 1988 | «Насьйональ» (Уругвай)                                                                                         | 2–2 д.ч. | ПСВ (Нідерланди)                 | Національний стадіон, Токіо   |
| 1988 | 7–6 по пенальті                                                                                                |          |                                  | Національний стадіон, Токіо   |
| 1987 | «Порту» (Португалія)                                                                                           | 2–1 д.ч. | «Пеньяроль» (Уругвай)            | Національний стадіон, Токіо   |
| 1986 | «Рівер Плейт» (Аргентина)                                                                                      | 1–0      | «Стяуа» (Бухарест) (Румунія)     | Національний стадіон, Токіо   |
| 1985 | «Ювентус» (Італія)                                                                                             | 2–2 д.ч. | «Аргентінос Хуніорс» (Аргентина) | Національний стадіон, Токіо   |
| 1985 | 4–2 по пенальті                                                                                                |          |                                  | Національний стадіон, Токіо   |
| 1984 | «Індепендьєнте» (Аргентина)                                                                                    | 1–0      | «Ліверпуль» (Англія)             | Національний стадіон, Токіо   |
| 1983 | «Греміо» (Бразилія)                                                                                            | 2–1 д.ч. | «Гамбург» (ФРН)                  | Національний стадіон, Токіо   |
| 1982 | «Пеньяроль» (Уругвай)                                                                                          | 2–0      | «Астон Вілла» (Англія)           | Національний стадіон, Токіо   |
| 1981 | «Фламенго» (Бразилія)                                                                                          | 3–0      | «Ліверпуль» (Англія)             | Національний стадіон, Токіо   |
| 1980 | «Насьйональ» (Уругвай)                                                                                         | 1–0      | «Ноттінгем Форест» (Англія)      | Національний стадіон, Токіо   |

### Двоматчеві розіграші
| Рік  | Господарі | Рахунок                                                        | Гості                                                          | Стадіон                                                        |
| ---- | --- | -------------------------------------------------------------- | -------------------------------------------------------------- | -------------------------------------------------------------- |
| 1979 | «Мальме» (Швеція) | 0 - 1                                                          | «Олімпія» (Асунсьйон) (Парагвай)                               | Мальме, Мальме                                                 |
| 1979 | «Олімпія» (Асунсьйон) (Парагвай)                                                                                                  | 2 - 1                                                          | «Мальме» (Швеція)                                              | Дефенсорес дель Чако, Асунсьйон                                |
| 1979 | «Олімпія» (Асунсьйон) виграла 3-1 по сумі двох зустрічей Чемпіон Європи «Ноттінгем Форест» (Англія) від участі у Кубку відмовився |                                                                |                                                                |                                                                |
| 1978 | НЕ ВІДБУВСЯ «Ліверпуль» «Бока Хуніорс» vs (Англія) (Аргентина)                                                                    | НЕ ВІДБУВСЯ «Ліверпуль» «Бока Хуніорс» vs (Англія) (Аргентина) | НЕ ВІДБУВСЯ «Ліверпуль» «Бока Хуніорс» vs (Англія) (Аргентина) | НЕ ВІДБУВСЯ «Ліверпуль» «Бока Хуніорс» vs (Англія) (Аргентина) |
| 1978 | «Ліверпуль» відмовився через суперечку щодо дат проведення                                                                        |                                                                |                                                                |                                                                |
| 1977 | «Бока Хуніорс» (Аргентина) | 2 - 2                                                          | «Боруссія» (Менхенгладбах) (ФРН)                               | Бомбонера, Буенос-Айрес                                        |
| 1977 | «Боруссія» (Менхенгладбах) (ФРН)                                                                                                  | 0 - 3                                                          | «Бока Хуніорс» (Аргентина)                                     | Вільдпаркштадіон, Карлсруе                                     |
| 1977 | «Бока Хуніорс» виграли 5-2 по сумі двох зустрічей Чемпіон Європи «Ліверпуль» (Англія) від участі у Кубку відмовився               |                                                                |                                                                |                                                                |
| 1976 | «Баварія» (ФРН) | 2 - 0                                                          | «Крузейру» (Бразилія)                                          | Олімпійський, Мюнхен                                           |
| 1976 | «Крузейру» (Бразилія) | 0 - 0                                                          | «Баварія» (ФРН)                                                | Мінейран, Белу-Оризонті                                        |
| 1976 | «Баварія» виграла 2-0 по сумі двох зустрічей                                                                                      |                                                                |                                                                |                                                                |
| 1975 | Не відбувся «Баварія» «Індепендьєнте» vs (ФРН) (Аргентина)                                                                        | Не відбувся «Баварія» «Індепендьєнте» vs (ФРН) (Аргентина)     | Не відбувся «Баварія» «Індепендьєнте» vs (ФРН) (Аргентина)     | Не відбувся «Баварія» «Індепендьєнте» vs (ФРН) (Аргентина)     |
| 1975 | Команди не змогли домовиться щодо дат проведення матчів                                                                           |                                                                |                                                                |                                                                |
| 1974 | «Індепендьєнте» (Аргентина) | 1 - 0                                                          | «Атлетіко» (Мадрид) (Іспанія)                                  | Ла Добле Вісера, Авельянеда                                    |
| 1974 | «Атлетіко» (Мадрид) (Іспанія) | 2 - 0                                                          | «Індепендьєнте» (Аргентина)                                    | Вісенте Кальдерон, Мадрид                                      |
| 1974 | «Атлетіко» (Мадрид) виграли 2-1 по сумі двох зустрічей Чемпіон Європи «Баварія» (ФРН) відмовився від участі у Кубку               |                                                                |                                                                |                                                                |
| 1973 | «Ювентус» (Італія) | 0 - 1                                                          | «Індепендьєнте» (Аргентина)                                    | Стадіо Олімпіко, Рим                                           |
| 1973 | Проведено один матч Чемпіон Європи «Аякс» (Нідерланди) від участі у Кубку відмовився                                              |                                                                |                                                                | Стадіо Олімпіко, Рим                                           |
| 1972 | «Індепендьєнте» (Аргентина) | 1 - 1                                                          | «Аякс» (Нідерланди)                                            | Ла Добле Вісера, Авельянеда                                    |
| 1972 | «Аякс» (Нідерланди) | 3 - 0                                                          | «Індепендьєнте» (Аргентина)                                    | Олімпійський, Амстердам                                        |
| 1972 | «Аякс» виграв 4-1 по сумі двох зустрічей                                                                                          |                                                                |                                                                |                                                                |
| 1971 | «Панатінаїкос» (Греція) | 1 - 1                                                          | «Насьйональ» (Уругвай)                                         | Георгіос Караїскакіс, Афіни                                    |
| 1971 | «Насьйональ» (Уругвай) | 2 - 1                                                          | «Панатінаїкос» (Греція)                                        | Естадіо Сентенаріо, Монтевідео                                 |
| 1971 | «Насьйональ» виграв 3-2 по сумі двох зустрічей Чемпіон Європи «Аякс» (Нідерланди) від участі у Кубку відмовився                   |                                                                |                                                                |                                                                |
| 1970 | «Естудьянтес» (Аргентина) | 2 - 2                                                          | «Феєнорд» (Нідерланди)                                         | Бомбонера, Буенос-Айрес                                        |
| 1970 | «Феєнорд» (Нідерланди) | 1 - 0                                                          | «Естудьянтес» (Аргентина)                                      | Де Кейп, Роттердам                                             |
| 1970 | «Феєнорд» виграв 3-2 по сумі двох зустрічей                                                                                       |                                                                |                                                                |                                                                |
| 1969 | «Мілан» (Італія) | 3 - 0                                                          | «Естудьянтес» (Аргентина)                                      | Сан-Сіро, Мілан                                                |
| 1969 | «Естудьянтес» (Аргентина) | 2 - 1                                                          | «Мілан» (Італія)                                               | Бомбонера, Буенос-Айрес                                        |
| 1969 | «Мілан» виграв 4-2 по сумі двох зустрічей                                                                                         |                                                                |                                                                |                                                                |
| 1968 | «Естудьянтес» (Аргентина) | 1 - 0                                                          | «Манчестер Юнайтед» (Англія)                                   | Бомбонера, Буенос-Айрес                                        |
| 1968 | «Манчестер Юнайтед» (Англія) | 1 - 1                                                          | «Естудьянтес» (Аргентина)                                      | Олд Траффорд, Манчестер                                        |
| 1968 | «Естудьянтес» виграв, набравши 3 очки                                                                                             |                                                                |                                                                |                                                                |
| 1967 | «Селтік» (Шотландія) | 1 - 0                                                          | «Расинг» (Авельянеда) (Аргентина)                              | Гемпден-Парк, Глазго                                           |
| 1967 | «Расинг» (Авельянеда) (Аргентина)                                                                                                 | 2 - 1                                                          | «Селтік» (Шотландія)                                           | Ель Ціліндро, Авельянеда                                       |
| 1967 | «Расинг» (Авельянеда) (Аргентина)                                                                                                 | 1 - 0                                                          | «Селтік» (Шотландія)                                           | Естадіо Сентенаріо, Монтевідео                                 |
| 1967 | Команди мали по 2 очки після двох зустрічей «Расинг» (Авельянеда) виграв у додатковому матчі                                      |                                                                |                                                                |                                                                |
| 1966 | «Пеньяроль» (Уругвай) | 2 - 0                                                          | «Реал» (Мадрид) (Іспанія)                                      | Естадіо Сентенаріо, Монтевідео                                 |
| 1966 | «Реал» (Мадрид) (Іспанія) | 0 - 2                                                          | «Пеньяроль» (Уругвай)                                          | Сантьяго Бернабеу, Мадрид                                      |
| 1966 | «Пеньяроль» виграв, набравши 4 очки                                                                                               |                                                                |                                                                |                                                                |
| 1965 | «Інтер» (Мілан) (Італія) | 3 - 0                                                          | «Індепендьєнте» (Аргентина)                                    | Сан-Сіро, Мілан                                                |
| 1965 | «Індепендьєнте» (Аргентина) | 0 - 0                                                          | «Інтер» (Мілан) (Італія)                                       | Ла Добле Вісера, Авельянеда                                    |
| 1965 | «Інтер» (Мілан) виграв, набравши 3 очки                                                                                           |                                                                |                                                                |                                                                |
| 1964 | «Індепендьєнте» (Аргентина) | 1 - 0                                                          | «Інтер» (Мілан) (Італія)                                       | Ла Добле Вісера, Авельянеда                                    |
| 1964 | «Інтер» (Мілан) (Італія) | 2 - 0                                                          | «Індепендьєнте» (Аргентина)                                    | Сан-Сіро, Мілан                                                |
| 1964 | «Інтер» (Мілан) (Італія) | 1 - 0 д.ч.                                                     | «Індепендьєнте» (Аргентина)                                    | Сантьяго Бернабеу, Мадрид                                      |
| 1964 | Команди набрали по 2 очки «Інтер» (Мілан) виграв у додатковому матчі                                                              |                                                                |                                                                |                                                                |
| 1963 | «Мілан» (Італія) | 4 - 2                                                          | «Сантус» (Бразилія)                                            | Сан-Сіро, Мілан                                                |
| 1963 | «Сантус» (Бразилія) | 4 - 2                                                          | «Мілан» (Італія)                                               | Маракана, Ріо-де-Жанейро                                       |
| 1963 | «Сантус» (Бразилія) | 1 - 0                                                          | «Мілан» (Італія)                                               | Маракана, Ріо-де-Жанейро                                       |
| 1963 | Команди набрали по 2 очки «Сантус» виграв у додатковому матчі                                                                     |                                                                |                                                                |                                                                |
| 1962 | «Сантус» (Бразилія) | 3 - 2                                                          | «Бенфіка» (Португалія)                                         | Маракана, Ріо-де-Жанейро                                       |
| 1962 | «Бенфіка» (Португалія) | 2 - 5                                                          | «Сантус» (Бразилія)                                            | Да-Луж, Лісабон                                                |
| 1962 | «Сантус» виграв, набравши 4 очки                                                                                                  |                                                                |                                                                |                                                                |
| 1961 | «Бенфіка» (Португалія) | 1 - 0                                                          | «Пеньяроль» (Уругвай)                                          | Да-Луж, Лісабон                                                |
| 1961 | «Пеньяроль» (Уругвай) | 5 - 0                                                          | «Бенфіка» (Португалія)                                         | Естадіо Сентенаріо, Монтевідео                                 |
| 1961 | «Пеньяроль» (Уругвай) | 2 - 1                                                          | «Бенфіка» (Португалія)                                         | Естадіо Сентенаріо, Монтевідео                                 |
| 1961 | Команди набрали по 2 очки «Пеньяроль» виграв у додатковому матчі                                                                  |                                                                |                                                                |                                                                |
| 1960 | «Пеньяроль» (Уругвай) | 0 - 0                                                          | «Реал» (Мадрид) (Іспанія)                                      | Естадіо Сентенаріо, Монтевідео                                 |
| 1960 | «Реал» (Мадрид) (Іспанія) | 5 - 1                                                          | «Пеньяроль» (Уругвай)                                          | Сантьяго Бернабеу, Мадрид                                      |
| 1960 | «Реал» (Мадрид) виграв, набравши 3 очки                                                                                           |                                                                |                                                                |                                                                |

## Статистика перемог

### За командою
| Команда               | Перемоги | Роки               |
| --------------------- | -------- | ------------------ |
| «Реал» (Мадрид)       | 3        | (1960, 1998, 2002) |
| «Бока Хуніорс»        | 3        | (1977, 2000, 2003) |
| «Насьйональ»          | 3        | (1971, 1980, 1988) |
| «Пеньяроль»           | 3        | (1961, 1966, 1982) |
| «Мілан»               | 3        | (1969, 1989, 1990) |
| «Сан-Паулу»           | 2        | (1992, 1993)       |
| «Порту»               | 2        | (1987, 2004)       |
| «Сантус»              | 2        | (1962, 1963)       |
| «Інтер»               | 2        | (1964, 1965)       |
| «Індепендьєнте»       | 2        | (1973, 1984)       |
| «Аякс»                | 2        | (1972, 1995)       |
| «Ювентус»             | 2        | (1985, 1996)       |
| «Баварія»             | 2        | (1976, 2001)       |
| «Манчестер Юнайтед»   | 1        | (1999)             |
| «Естудьянтес»         | 1        | (1968)             |
| «Феєноорд»            | 1        | (1970)             |
| «Расинг» (Авельянеда) | 1        | (1967)             |
| «Атлетіко» (Мадрид)   | 1        | (1974)             |
| «Олімпія» (Асунсьйон) | 1        | (1979)             |
| «Фламенго»            | 1        | (1981)             |
| «Греміо»              | 1        | (1983)             |
| «Рівер-Плейт»         | 1        | (1986)             |
| «Црвена Звезда»       | 1        | (1991)             |
| «Велес Сарсфілд»      | 1        | (1994)             |
| «Боруссія» (Дортмунд) | 1        | (1997)             |

### За країною
| Країна     | Команди | Перемоги | Роки                                                   |
| ---------- | ------- | -------- | ------------------------------------------------------ |
| Аргентина  | 6       | 9        | (1967, 1968, 1973, 1977, 1984, 1986, 1994, 2000, 2003) |
| Італія     | 3       | 7        | (1964, 1965, 1969, 1985, 1989, 1990, 1996)             |
| Бразилія   | 4       | 6        | (1962, 1963, 1981, 1983, 1992, 1993)                   |
| Уругвай    | 2       | 6        | (1961, 1966, 1971, 1980, 1982, 1988)                   |
| Іспанія    | 2       | 4        | (1960, 1974, 1998, 2002)                               |
| Німеччина  | 2       | 3        | (1976, 1997, 2001)                                     |
| Нідерланди | 2       | 3        | (1970, 1972, 1995)                                     |
| Португалія | 1       | 2        | (1987, 2004)                                           |
| Англія     | 1       | 1        | (1999)                                                 |
| Парагвай   | 1       | 1        | (1979)                                                 |
| Югославія  | 1       | 1        | (1991)                                                 |

### За континентом
| Континент        | Команди | Країни | Перемоги |
| ---------------- | ------- | ------ | -------- |
| Південна Америка | 13      | 4      | 22       |
| Європа           | 12      | 7      | 21       |